# D4 (motorväg, Slovakien)
D4 är en motorväg i Slovakien som går mellan Bratislava och gränsen till Österrike. I Österrike fortsätter den sedan som den österrikiska motorvägen A6. Detta är en del i motorvägsförbindelsen mellan Bratislava och Wien. I Bratislava ansluter denna motorväg till motorvägarna D1 och D2.